# Cragside

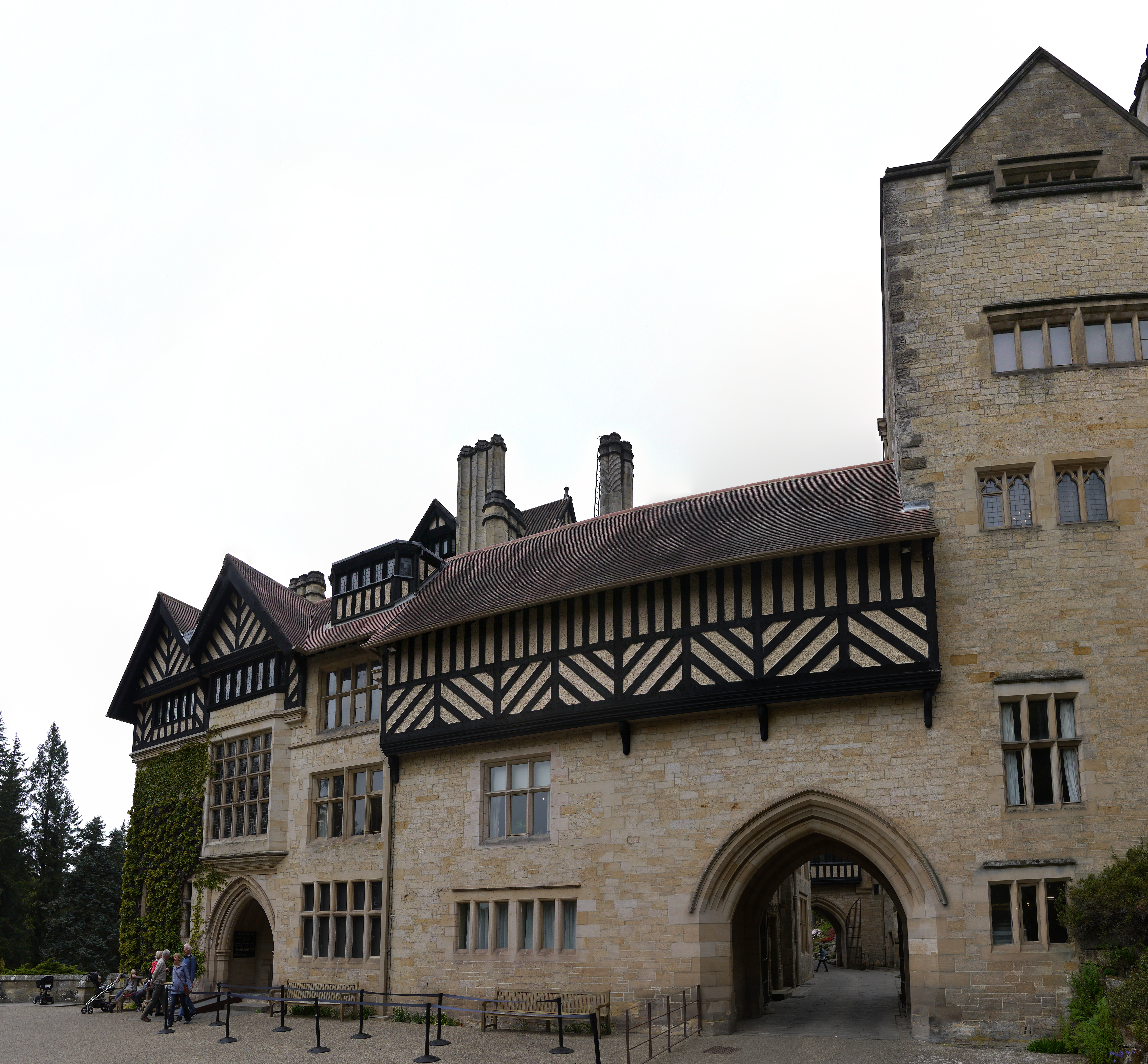
L'entrata principale di Cragside

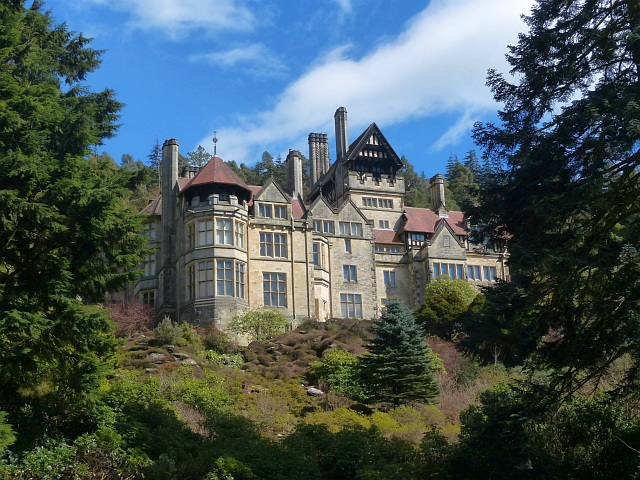
La facciata principale di Cragside House

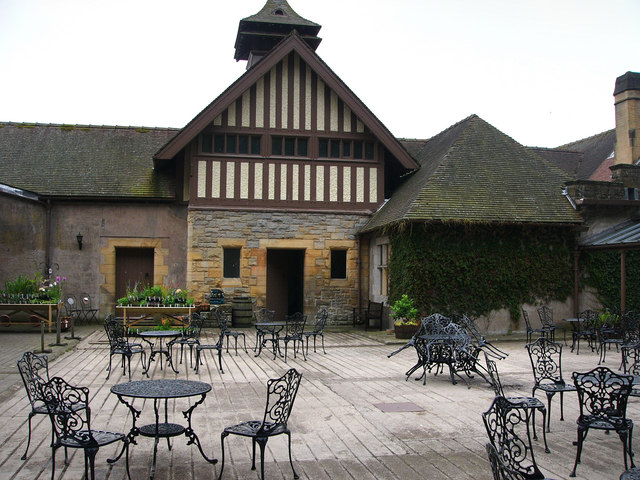
L'ingresso al centro visitatori di Cragside

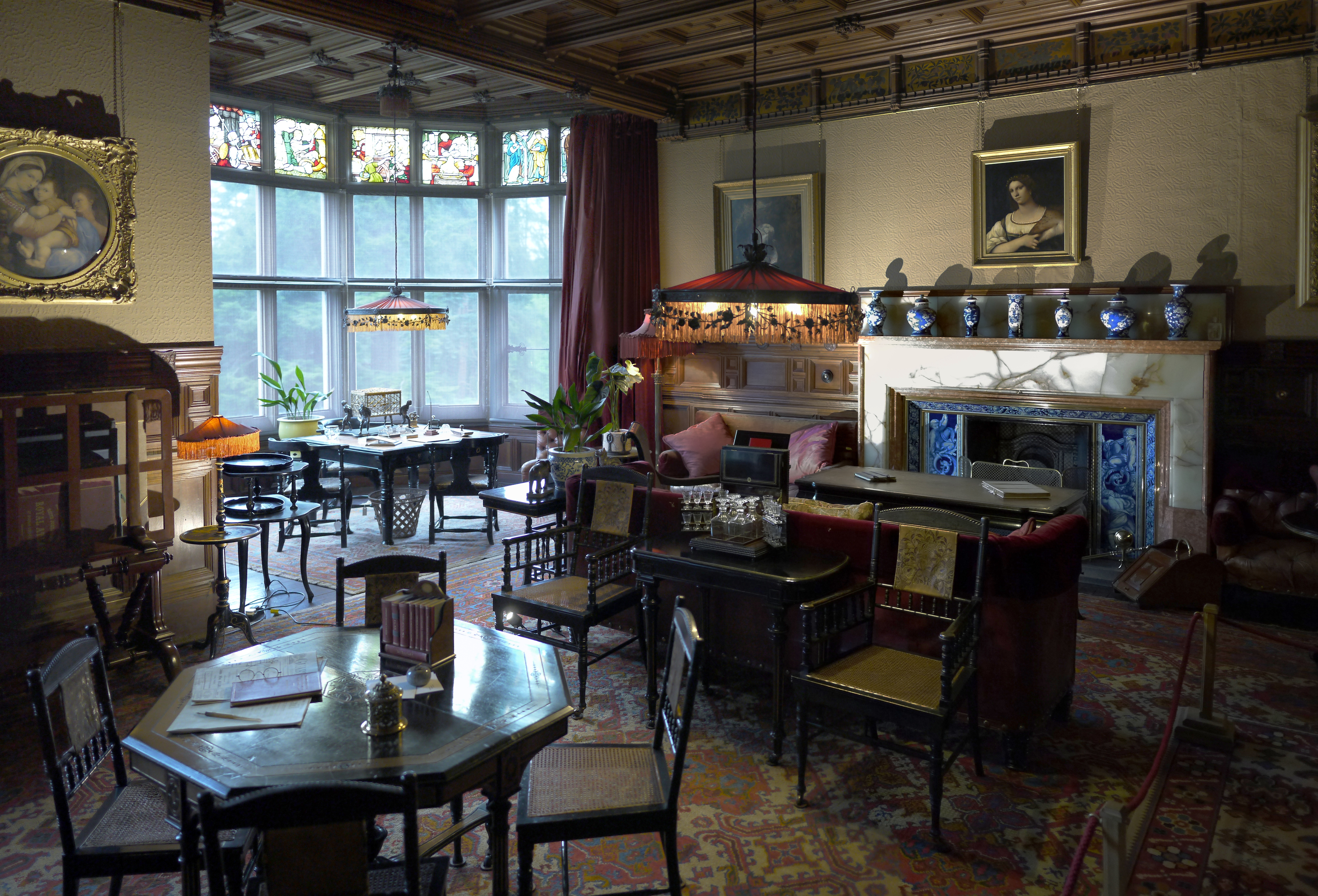
La libreria all'interno della residenza

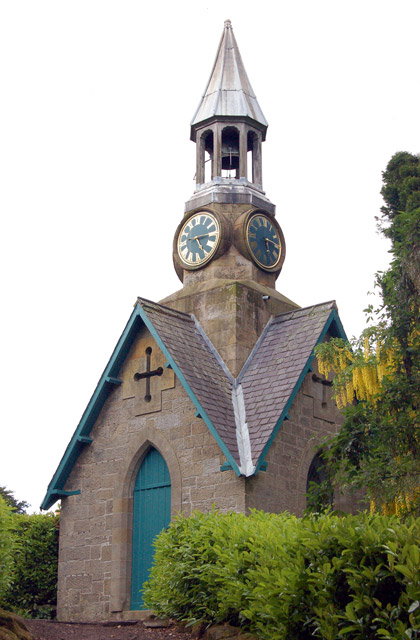
La chiesetta della tenuta

Cragside è una storica residenza vittoriana della cittadina inglese di Rothbury, nel Northumberland (Inghilterra nord-orientale), realizzata tra il 1863 e il 1895 e appartenuta al magnate William George Armstrong, I barone di Armstrong (1810-1900).
La tenuta è gestita dal National Trust e l'edificio principale è classificato come palazzo di primo grado.

## Storia
Tra il 1863 e il 1866, fu realizzata all'interno della tenuta di Cragside, di proprietà del barone William George Armstrong, inventore e imprenditore ricordato come il pioniere della moderna artiglieria, una semplice casa di campagna a due piani progettata da un architetto rimasto anonimo.  In origine si trattava di una residenza dove trascorrere le vacanze estive assieme alla moglie.
Nel 1868, il palazzo diCragside divenne la prima casa al mondo ad essere dotata di energia idroelettrica. Il progetto venne esteso nel 1870, quando si iniziò a ricavare l'energia idroelettrica da uno dei laghetti della tenuta, che si può così considerare come una delle prime centrali idroelettriche della storia.
Nel frattempo, nel 1869, Armstrong aveva incaricato l'architetto Richard Norman Shaw di trasformare l'edificio principale della tenuta in un elaborato palazzo in stile Tudor. La costruzione del nuovo edificio principale terminò nel 1884.
Nel 1880, la residenza di Cragside fu una delle prime case al mondo ad essere dotate di energia elettrica.
William Armstrong morì a Cragside il 27 dicembre 1900.
Nel 1971, Cragside House comparve in una lista delle residenze vittoriane meglio conservate della Gran Bretagna, lista compilata da Mark Girouard. Sei anni dopo, la tenuta di Cragside fu acquisita dal National Trust.

## Architettura
La residenza si trova a nord della cittadina di Rothbury e si estende in un'area di 1.000 acri.
Le facciate dell'edificio principale presentano un connubio di vari stili e sono decorate da pile di camini in stile Tudor, archi in stile gotico, bifore, ecc.
Nel parco della tenuta si trovano cinque laghetti e crescono circa 7 milioni tra piante e arbusti. Vi si trova inoltre uno dei più grandi giardini rocciosi d'Europa: nel giardino, crescono conifere e rododendri.
All'interno dell'edificio principale, si trovano circa 100 stanze. Le sale in stile vittoriano progettate da William Morris, Dante Gabriel Rossetti, Philip Webb e Burne-Jones.

## Cragside nella cultura di massa
- Cragside fu una delle location del film del 2018 diretto da Juan Antonio Bayona Jurassic World - Il regno distrutto (Jurassic World: Fallen Kingdom)[8]